# Assedio di Nicomedia
L'assedio di Nicomedia fu combattuto fra bizantini e ottomani, tra il 1333 e il 1337 e si concluse con la vittoria degli ottomani.

## Contesto storico
Nel 1299 era nato il nuovo Stato turco degli ottomani, sviluppatosi alle porte dell'Impero bizantino. Tale neonata entità politica si espanse in breve tempo, conquistando diverse regioni prima in mano ai romei. La conquista di Nicea nel 1331, per gli ottomani significò l'inizio della espansione del proprio impero, mentre per i bizantini volle dire la perdita dell'Asia minore, e in seguito la propria caduta, nel 1453.

## Assedio
In seguito alla caduta di Nicea, la caduta di Nicomedia fu solo questione di tempo. L'imperatore bizantino, Andronico III Paleologo, tentò di corrompere Orhan I, perché egli lasciasse in pace l'impero bizantino, ma egli non accettò, e nel 1333 iniziò l'assedio di Nicomedia, per poi prenderla nel 1337. L'impero bizantino non riuscì a riprendersi dopo questa sconfitta, anche perché l'ultima città bizantina di una certa importanza in Asia minore era caduta (la città di Filadelfia si trovava nell'entroterra e quindi non poteva comunicare con l'impero).

## Conseguenze
In seguito alla caduta di Nicomedia, per l'impero bizantino la situazione divenne insostenibile, perché diversamente da come era accaduto nel 1096, l'impero bizantino aveva anche poco territorio nei Balcani, dove era continuamente sotto attacco, infatti l'impero bizantino aveva ancora metà del Peloponneso, parte della Tracia e qualche isola. A ovest i bizantini erano attaccati dai serbi, ungheresi e bulgari; e a est dai turchi ottomani, e in più in mezzo ai possedimenti dell'impero vi erano sempre le due repubbliche marinare italiane, che interferivano negli affari dell'impero, tra le due quella che era più fastidiosa per i bizantini era Venezia (l'altra era Genova). L'aquila bicipite a doppia testa simbolo di Costantinopoli e del potere imperiale, ora era costretta a guardarsi in entrambe le direzioni, perché da tutte e due le parti vi era pericolo; l'ultima ora dell'impero stava per scoccare, quello che bisognava sapere è chi sarebbe stato a dargli il colpo di grazia.